# Combretum richardianum
Combretum richardianum là một loài thực vật có hoa trong họ Trâm bầu. Loài này được Van Heurck & Müll.Arg. mô tả khoa học đầu tiên năm 1871.